# 嘉丽泽洪痕海拔石刻
嘉丽泽洪痕海拔石刻位于中国云南省昆明市嵩明县牛栏江镇罗帮村与黑山村之间的鲇鱼洞洞口左侧石壁上，石壁高5.5米，最宽处6米。嘉丽泽是牛栏江上游支流的汇聚地带，历史上此段牛栏江河道弯曲，河床狭窄且呈倒坡，阻塞壅水，每逢暴雨季节，泽水漫溢，不能畅泄，故常常泛滥成灾。石壁所在地位于历史上嘉丽泽的东南沿岸，石刻用文字和刻痕记录了清光绪十八年（1892年）至民国34年（1945年）嘉丽泽的洪水水位及海拔高度。是研究清末和民国时期嘉丽泽及嵩明坝子水文的重要实物资料。2003年被云南省人民政府公布为第六批省级文物保护单位。2013年对石刻进行了维修加固，在石刻山体四周外沿支砌了挡墙，进行了绿化。

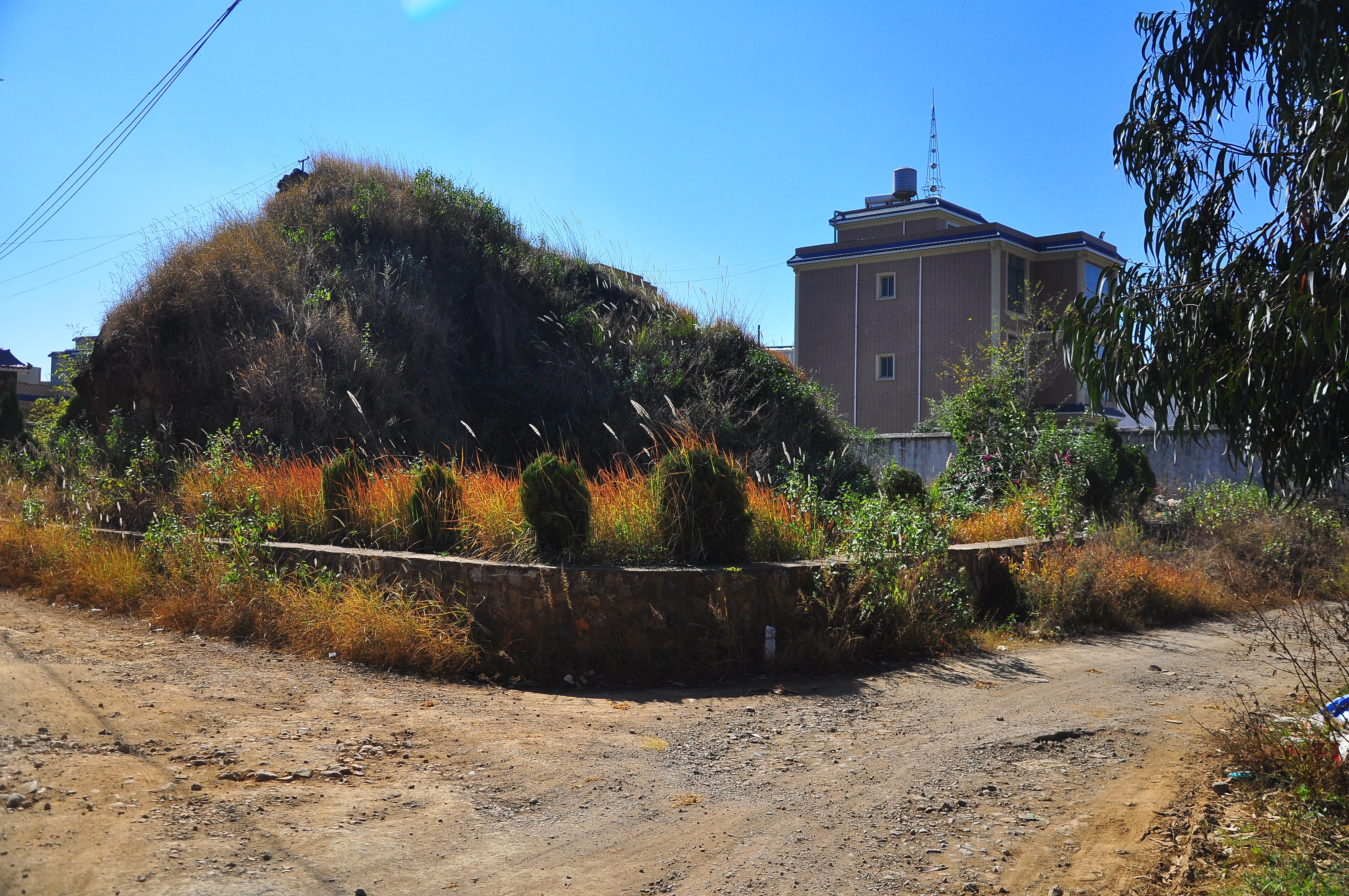
石刻山体
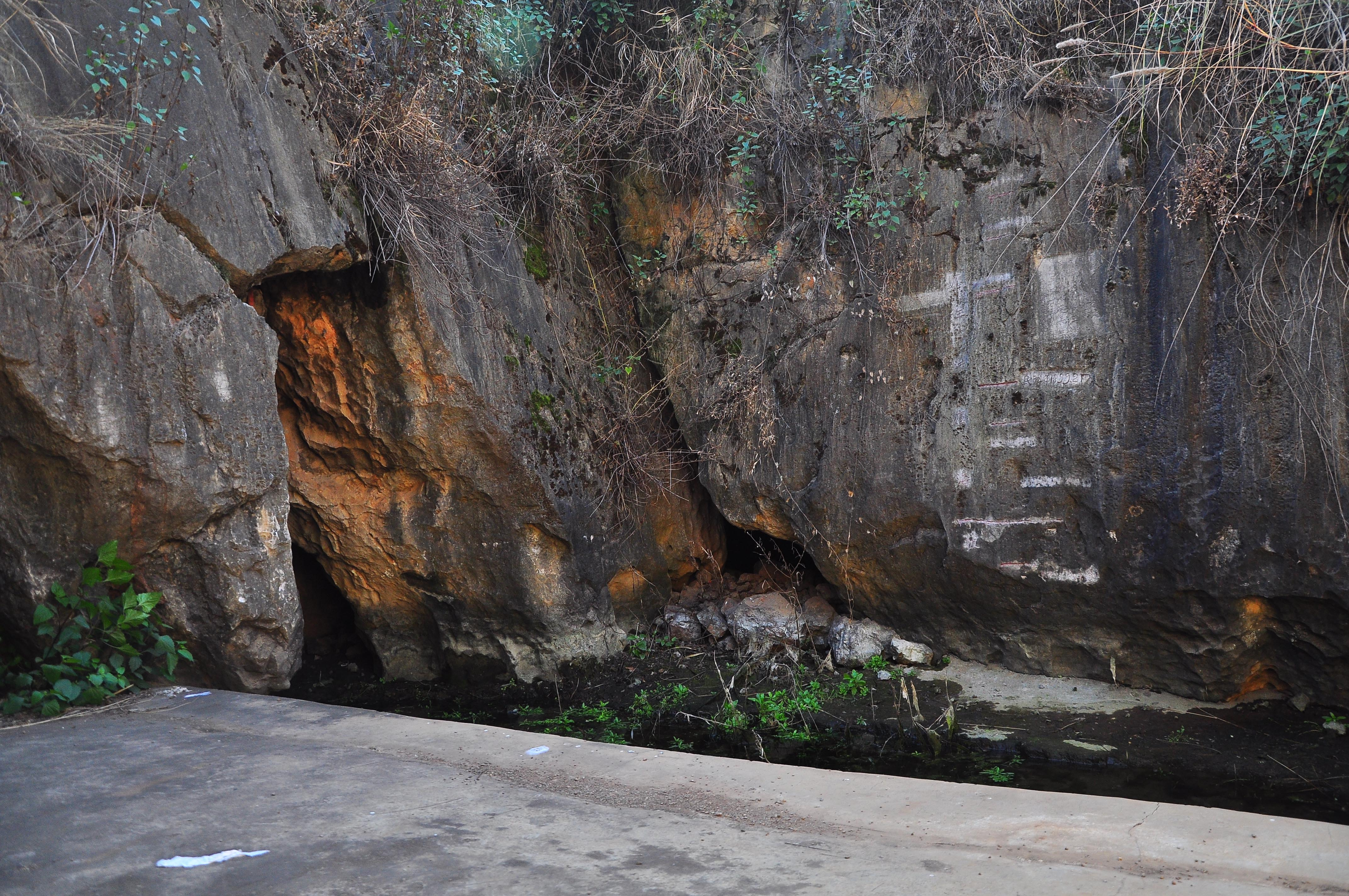
石刻及鲇鱼洞
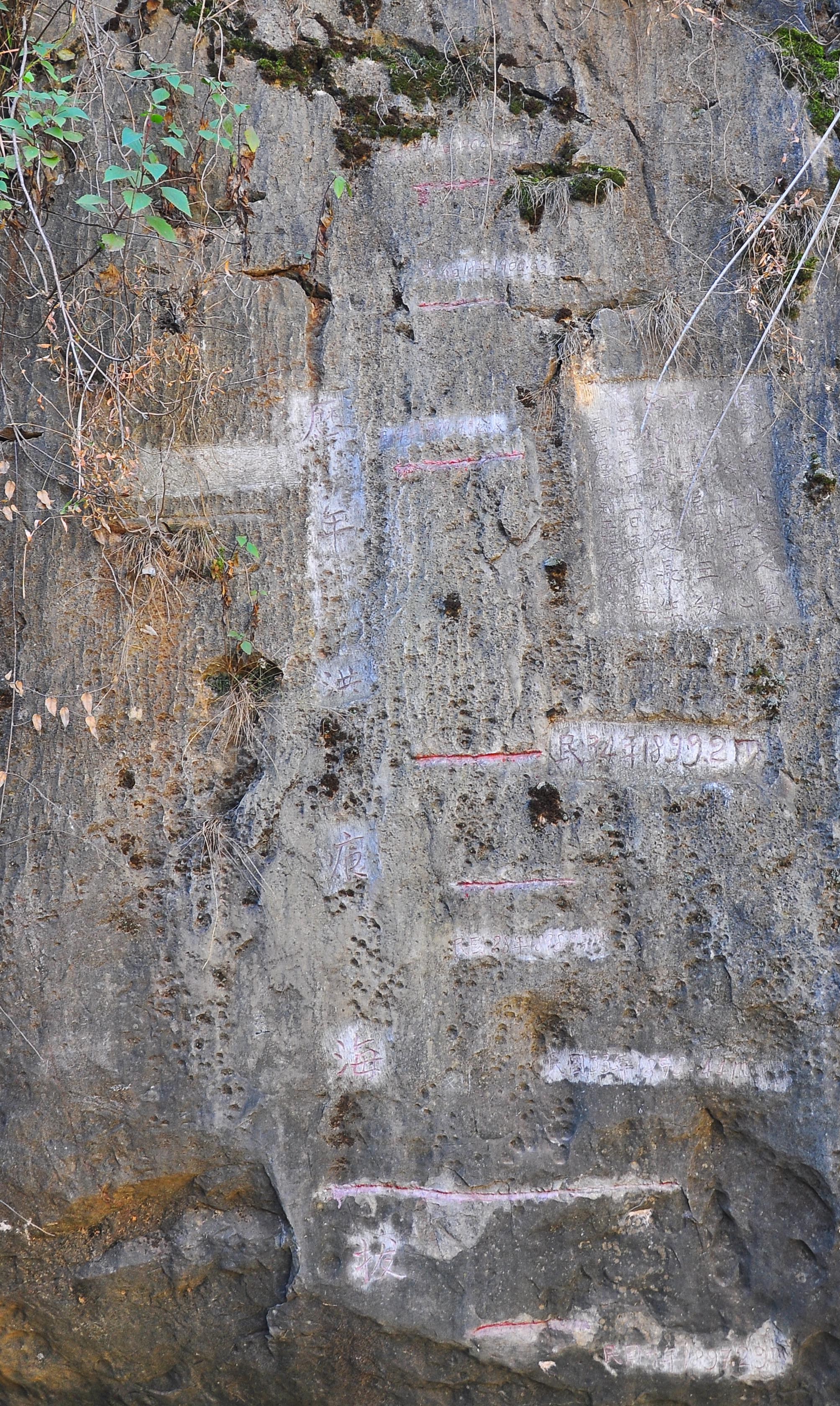
石刻近照
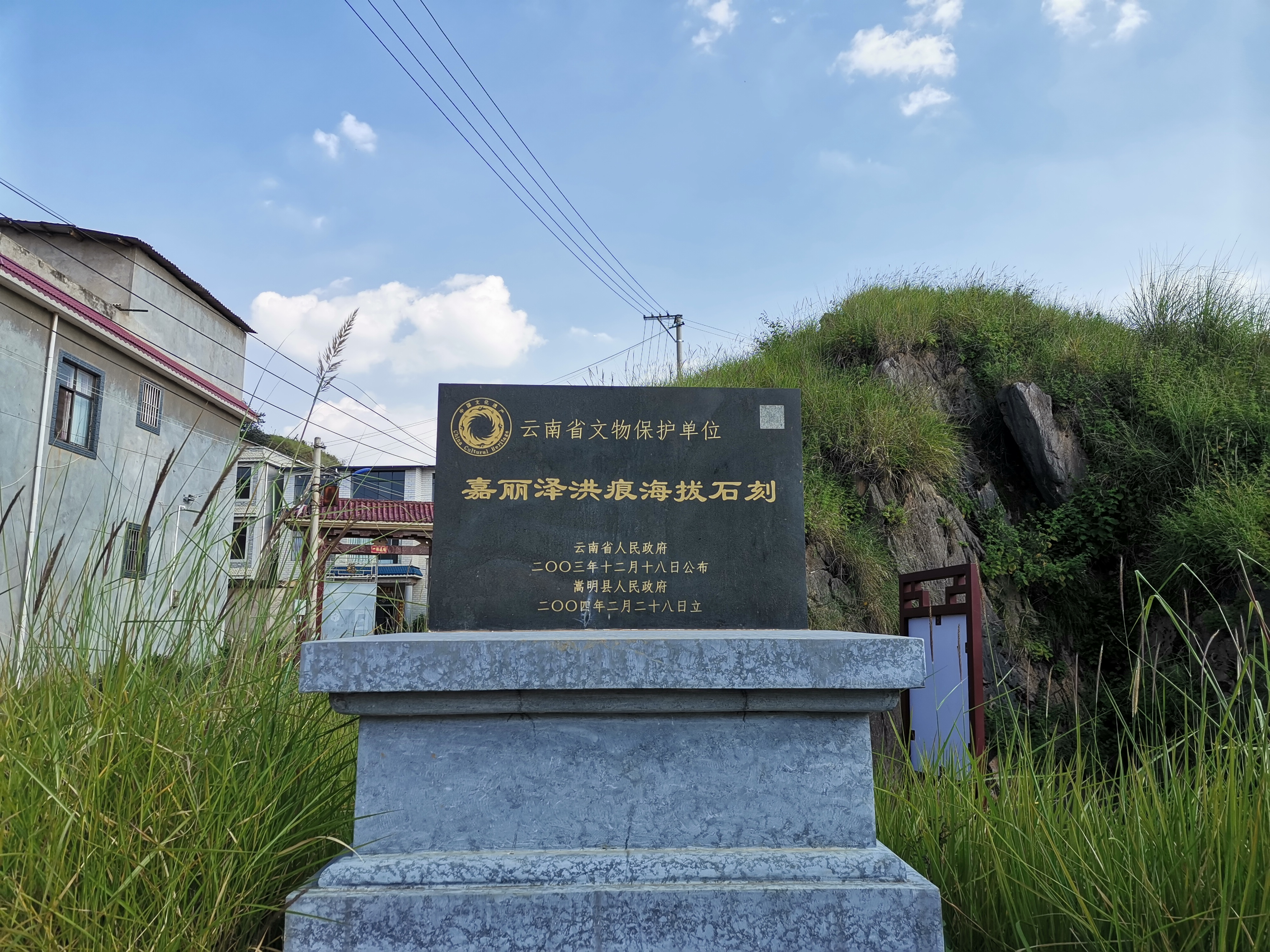
文物保护碑